# شیر و موش

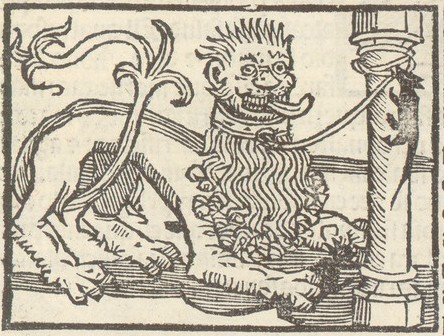
حکاکی روی چوب که دو صحنه از افسانه را در Ysopu Historiado ، سویل ۱۵۲۱ نشان می دهد.

شیر و موش یکی از افسانه‌های ازوپ است که با شمارهٔ ۱۵۰ در فهرست پری ثبت شده‌است. این افسانه به طور گسترده در فرهنگ‌های مختلف شناخته شده و نسخه‌هایی از آن در شرق نیز وجود دارد. مضمون اصلی این افسانه درباره‌ی اهمیت مهربانی، فروتنی، و وابستگی متقابل انسان‌ها (یا جانوران) صرف‌نظر از قدرت یا اندازه‌شان است. در دوره رنسانس، نسخه‌ای از این افسانه با پایان متفاوتی منتشر شد که در آن بلندپروازی اجتماعی را محکوم می‌کند.

## داستان افسانه
در قدیمی‌ترین نسخه‌های این افسانه، موشی کوچک ناخواسته شیر را از خواب بیدار می‌کند. شیر خشمگین می‌خواهد او را ببلعد، اما موش به پای شیر می‌افتد و از او می‌خواهد که او را ببخشد. موش می‌گوید که گرفتن شکار به این کوچکی برای شیر هیچ افتخاری ندارد و قول می‌دهد که روزی این لطف را جبران کند. شیر، از این رفتار موش شگفت‌زده، او را می‌بخشد.
چند روز بعد، شیر در تلهٔ شکارچیان گرفتار می‌شود. موش، که صدای غرش شیر را می‌شنود، می‌دود و با دندان‌های تیز خود طناب‌های تله را می‌جود و شیر را آزاد می‌کند. درسی که از این داستان می‌آموزیم این است که حتی کوچک‌ترین موجودات نیز می‌توانند به بزرگ‌ترین‌ها کمک کنند؛ و مهربانی بی‌پاسخ نمی‌ماند.

## نسخه‌های ادبی
افسانهٔ شیر و موش بارها توسط نویسندگان و شاعران مختلف بازنویسی شده‌است:
- رابرت هنریسن، شاعر اسکاتلندی سده ۱۵، در مجموعهٔ خود به نام افسانه‌های اخلاقی، این افسانه را با مضامین عمیق‌تری از جمله عدالت، قانون و سیاست بازگو می‌کند.
- در نسخهٔ آیوان کریلف، شاعر روسی سده ۱۹، موش از شیر اجازه می‌خواهد که در قلمروی او خانه بسازد. شیر، با تحقیر، او را دور می‌کند؛ اما بعدها در قفس گرفتار می‌شود و همان موش او را نجات می‌دهد.
- کلمان مارو، شاعر فرانسوی سده ۱۶، در نامه‌ای به دوستش "لیون ژامه"، خود را موشی بی‌چاره و دوستش را شیر توصیف می‌کند، و از او کمک می‌خواهد.

## بازنمایی در هنر
این افسانه از دیرباز الهام‌بخش نقاشان، مجسمه‌سازان و موسیقی‌دانان بوده‌است:
- پیتر پل روبنس و فرانس اسنایدرز دو نقاش فلاندری، صحنهٔ نجات شیر توسط موش را در نقاشی‌هایی با جزییات غنی به تصویر کشیده‌اند.
- گوستاو کلیمت، نقاش اتریشی، در تابلوئی به نام "افسانه"، شیری را زیر درختی در حال خواب به تصویر می‌کشد که موش‌ها بر شاخه‌های آن بازی می‌کنند.
- مجسمه‌هایی از این افسانه توسط هنرمندانی مانند مارشال فردریکس و تام اوترنس در آمریکا و پتر فریتزشه در آلمان ساخته شده‌اند که اغلب به شکل دوستانه و کودک‌پسند ارائه شده‌اند.

## بازتاب موسیقایی
- ژاک ماگنر و ژاک سولاکروا در فرانسه، این افسانه را به موسیقی تبدیل کرده‌اند.
- مابل وود هیل در کتاب خود افسانه‌های ازوپ با تفسیر موسیقایی، قطعه‌ای برای پیانو و صدای کودک ساخته‌است.
- یولی ژیرو در سمفونی‌ای از افسانه‌ها این افسانه را در نخستین موومان خود گنجانده‌است.

## کاربردهای اجتماعی و سیاسی
این افسانه در دوران مختلف برای رساندن پیام‌های سیاسی و اجتماعی استفاده شده‌است:
- در بریتانیا، کاریکاتوریست جان دویل در سال ۱۸۴۴ شیر را دانیل اوکانل و موش را لرد راسل نمایش داد که او را از زندان آزاد می‌کرد.
- در آمریکا، کاریکاتوری از مجله پاک در ۱۹۱۳ با عنوان "حتی یک موش هم می‌تواند شیری را آزاد کند"، به افشاگری‌های یک لابی‌گر دربارهٔ فساد در مجلس اشاره داشت.

## بازسازی در ادبیات کودکان و رسانه‌ها
در سال ۲۰۰۹، جری پینکنی کتابی مصور و بدون متن منتشر کرد که داستان افسانه را در پارک ملی سرنگتی بازسازی کرده و بر پیام "هیچ دوستی کوچک نیست" تأکید می‌کند.
هیئت ملی فیلم کانادا دوبار این داستان را اقتباس کرده‌است: یک‌بار در ۱۹۶۶ با عنوان "خرس و موش" و بار دیگر در ۱۹۷۵ به صورت پویانمایی.

## افسانهٔ متقابل (ضدافسانه)
لورنتیوس ابستموس، نویسندهٔ لاتین، در سده ۱۵ نسخه‌ای جدید با پیام اجتماعی متفاوت نوشت: شیر پس از آزاد شدن به موش می‌گوید هر آرزویی داری بگو. موش خواستار ازدواج با دختر شیر می‌شود. شیر، به نشانهٔ احترام، این خواسته را می‌پذیرد؛ اما در شب عروسی، عروس به‌طور اتفاقی روی شوهر خود پا می‌گذارد و او را له می‌کند. این داستان پیام دارد که نباید از طبقهٔ اجتماعی خود فراتر رفت.

### نسخه‌های شرقی
- در مصر باستان، داستانی مشابه در متنی اسطوره‌ای آمده‌است که موش، شیر را از تله انسان‌ها نجات می‌دهد.
- در نسخهٔ هندی در پنجاتنترا، موش‌ها قبیله‌ای هستند که به فیل‌ها کمک می‌کنند تا از تله نجات یابند. این داستان با پیام "هر دوستی، هرچقدر ضعیف یا نیرومند، ارزشمند است" روایت می‌شود.